# Sokołów Podlaski
Sokołów Podlaski este un oraș în Polonia.